# Notre-Dame de Sabart

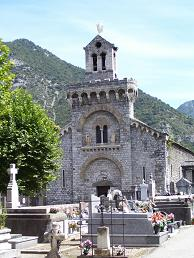
Außenansicht von Notre-Dame de Sabart

Nôtre-Dame de Sabart ist eine auf eine Gründung des 8. Jahrhunderts zurückgehende römisch-katholische Kapelle. Sie liegt zwischen den Gemeinden Tarascon-sur-Ariège und Ussat (an der RN 20) im Département Ariège. Der Legende nach geht die Gründung dieser Kapelle auf Karl den Großen im Jahre 778 zurück, der diese als Ort zur Unterbringung einer schwarzen Madonna gebaut haben soll.

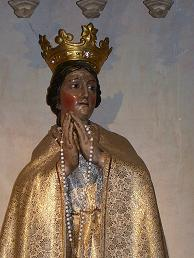
Notre-Dame de Sabart – Schwarze Madonna

Als besondere Attraktion gilt die in der Kapelle untergebrachte Schwarze Madonna. Das Gotteshaus ist seit 1846 als Monument historique klassifiziert.

## Geschichte und Beschreibung
Der heutige Kapellenbau entstand im 16. Jahrhundert als Erweiterung eines schlichten romanischen Vorgängerbaus. Dabei wurden die alten Querschiffe in den Chorraum einbezogen und eine neue Apsis errichtet. Die Strebepfeiler sind nach innen in das Kirchenschiff ohne äußere Vorsprünge gerichtet. Nach Verwüstungen in den Religionskriegen 1568 und 1582 diente die Kapelle zunächst bis 1599 dem protestantischen Gottesdienst. Größere Renovierungsarbeiten fanden im Lauf des 18. Jahrhunderts statt. Das Eingangsportal mit zwei Spitzbogenbögen wurde Portalen des 13. Jahrhunderts nachempfunden und dabei in Terrakotta erneuert sowie die Kapelle vollständig in Nussbaum getäfelt. Der Chorraum ist mit einem großen Altaraufsatz aus dem 17. Jahrhundert aus vergoldetem Holz ausgestattet, der fünf große Bildwerke aus der Schule von Toulouse einrahmt.
Das Bauwerk stellt sich heute als dreischiffiges Gotteshaus mit Hauptapsis und zwei Nebenapsiden dar. Die Westfassade geht auf das 19. Jahrhundert zurück.